# Polyacanthus transvaalensis
Polyacanthus transvaalensis is een pissebed uit de familie Armadillidae. De wetenschappelijke naam van de soort is voor het eerst geldig gepubliceerd in 1932 door Thomas Theodore Barnard.